# ケヴィン・フックス
ケヴィン・フックス（Kevin Hooks, 1958年9月19日 - ）は、アメリカ合衆国の俳優、テレビ及び映画の監督、プロデューサーである。1972年の映画『サウンダー』への出演でゴールデングローブ賞新人男優賞にノミネートされた。

## 主なフィルモグラフィ

### 映画
- サウンダー Sounder (1972) 出演
- インナースペース Innerspace (1987) 出演
- パッセンジャー57 Passenger 57 (1992) 監督
- F.L.E.D./フレッド Fled (1996) 監督
- ブラック・ドッグ Black Dog (1998) 監督
- Sounder (2003) テレビ映画、製作・監督
- 南アフリカから来た友だち The Color of Friendship (2000) テレビ映画、製作・監督
- プリズン・ブレイク ファイナル・ブレイク Prison Break: The Final Break (2009) ビデオ映画、製作総指揮・第2部のみ監督

### テレビシリーズ

#### 監督
| 年        | 日本語題 原題                                          | エピソード   | エピソード                             |
| --------- | ------------------------------------------------------ | ------------ | -------------------------------------- |
| 1996      | ホミサイド/殺人捜査課 Homicide: Life on the Street     | 第5シーズン  | 第10話「血の婚礼」                     |
| 2000      | ER緊急救命室 ER                                        | 第6シーズン  | 第20話「ほつれたロープ」               |
| 2001-2004 | NYPDブルー NYPD Blue                                   | 第8シーズン  | 第13話「旅立ち」                       |
| 2001-2004 | NYPDブルー NYPD Blue                                   | 第11シーズン | 第17話「信頼」                         |
| 2001-2004 | NYPDブルー NYPD Blue                                   | 第12シーズン | 第7話「会食」                          |
| 2003-2004 | WITHOUT A TRACE/FBI 失踪者を追え! Without a Trace      | 第1シーズン  | 第22話「911の爪跡（前編）」            |
| 2003-2004 | WITHOUT A TRACE/FBI 失踪者を追え! Without a Trace      | 第2シーズン  | 第12話「心の中の世界」                 |
| 2004      | コールドケース 迷宮事件簿 Cold Case                    | 第1シーズン  | 第21話「列車」                         |
| 2004-2005 | LOST Lost                                              | 第1シーズン  | 第5話「責任」                          |
| 2004-2005 | LOST Lost                                              | 第1シーズン  | 第15話「守るべきもの」                 |
| 2004-2005 | 24 -TWENTY FOUR- 24                                    | 第3シーズン  | 第15話「Day 3: 3:00 a.m.-4:00 a.m.」   |
| 2004-2005 | 24 -TWENTY FOUR- 24                                    | 第3シーズン  | 第16話「Day 3: 4:00 a.m.-5:00 a.m.」   |
| 2004-2005 | 24 -TWENTY FOUR- 24                                    | 第4シーズン  | 第21話「Day 4: 3:00 a.m.-4:00 a.m.」   |
| 2004-2005 | 24 -TWENTY FOUR- 24                                    | 第4シーズン  | 第22話「Day 4: 4:00 a.m.-5:00 a.m.」   |
| 2006-2009 | プリズン・ブレイク Prison Break                        | 第1シーズン  | 第14話「密告者」                       |
| 2006-2009 | プリズン・ブレイク Prison Break                        | 第1シーズン  | 第22話「脱出!」                        |
| 2006-2009 | プリズン・ブレイク Prison Break                        | 第2シーズン  | 第1話「逃亡者たち」                    |
| 2006-2009 | プリズン・ブレイク Prison Break                        | 第2シーズン  | 第9話「シークレット・ガーデン」        |
| 2006-2009 | プリズン・ブレイク Prison Break                        | 第2シーズン  | 第14話「想定外」                       |
| 2006-2009 | プリズン・ブレイク Prison Break                        | 第2シーズン  | 第22話「SONA」                         |
| 2006-2009 | プリズン・ブレイク Prison Break                        | 第3シーズン  | 第1話「ようこそジャングルへ」          |
| 2006-2009 | プリズン・ブレイク Prison Break                        | 第3シーズン  | 第6話「3時13分」                       |
| 2006-2009 | プリズン・ブレイク Prison Break                        | 第3シーズン  | 第12話「天国と地獄」                   |
| 2006-2009 | プリズン・ブレイク Prison Break                        | 第4シーズン  | 第1話「スキュラ」                      |
| 2006-2009 | プリズン・ブレイク Prison Break                        | 第4シーズン  | 第11話「賽は投げられた」               |
| 2006-2009 | プリズン・ブレイク Prison Break                        | 第4シーズン  | 第16話「マイアミ」                     |
| 2006-2009 | プリズン・ブレイク Prison Break                        | 第4シーズン  | 第22話「決着!」                        |
| 2009      | 名探偵モンク Monk                                      | 第8シーズン  | 第3話「モンクは宇宙人?」               |
| 2009-2013 | BONES Bones                                            | 第4シーズン  | 第25話「赤ワインは血の香り」           |
| 2009-2013 | BONES Bones                                            | 第7シーズン  | 第4話「小包にされた男」                |
| 2009-2013 | BONES Bones                                            | 第9シーズン  | 第6話「すべてが始まる日」              |
| 2009-2013 | BONES Bones                                            | 第9シーズン  | 第8話「ダムの中の死体」                |
| 2010      | ヒューマン・ターゲット Human Target                    | 第1シーズン  | 第5話「終わりなき逃走」                |
| 2010      | ヒューマン・ターゲット Human Target                    | 第1シーズン  | 第10話「孤島の秘薬」                   |
| 2010-2011 | デトロイト 1-8-7 Detroit 1-8-7                         | 第1シーズン  | 第2話「ローカル・ヒーロー/花婿の死」   |
| 2010-2011 | デトロイト 1-8-7 Detroit 1-8-7                         | 第1シーズン  | 第9話「自動車業界の老人/小さな犠牲者」 |
| 2010-2011 | デトロイト 1-8-7 Detroit 1-8-7                         | 第1シーズン  | 第18話「刑事と父の戦い」               |
| 2011      | ALPHAS/アルファズ Alphas                               | 第1シーズン  | 第8話「発明の天才」                    |
| 2011-2012 | 私はラブ・リーガル Drop Dead Diva                      | 第3シーズン  | 第4話「涙のウェディング・ベル」        |
| 2011-2012 | 私はラブ・リーガル Drop Dead Diva                      | 第3シーズン  | 第7話「2人のママ」                     |
| 2011-2012 | 私はラブ・リーガル Drop Dead Diva                      | 第4シーズン  | 第8話「満月のキス」                    |
| 2011-2013 | ダニーのサクセス・セラピー Necessary Roughness         | 第1シーズン  | 第9話「秘められた記憶」                |
| 2011-2013 | ダニーのサクセス・セラピー Necessary Roughness         | 第2シーズン  | 第4話「スランプバスター」              |
| 2011-2013 | ダニーのサクセス・セラピー Necessary Roughness         | 第3シーズン  | 第8話「明かせない秘密」                |
| 2012      | ザ・ファインダー 千里眼を持つ男 The Finder             | 第1シーズン  | 第4話「野球選手の宝物」                |
| 2012      | メンタリスト The Mentalist                             | 第4シーズン  | 第18話「赤いお茶」                     |
| 2012      | ラスト★リゾート 孤高の戦艦 Last Resort                 | 第1シーズン  | 第2話「真の敵」                        |
| 2012-2014 | キャッスル 〜ミステリー作家は事件がお好き Castle       | 第4シーズン  | 第18話「ダンサーの悲劇」               |
| 2012-2014 | キャッスル 〜ミステリー作家は事件がお好き Castle       | 第6シーズン  | 第15話「若気の至り」                   |
| 2012-2014 | キャッスル 〜ミステリー作家は事件がお好き Castle       | 第6シーズン  | 第20話「70年代ノスタルジア」           |
| 2013      | スーパーナチュラル Supernatural                        | 第9シーズン  | 第3話「天使の罠」                      |
| 2013      | グッド・ワイフ The Good Wife                           | 第4シーズン  | 第17話「死因審問」                     |
| 2013      | グッド・ワイフ The Good Wife                           | 第5シーズン  | 第9話「それぞれのゲーム」              |
| 2014      | PERSON of INTEREST 犯罪予知ユニット Person of Interest | 第3シーズン  | 第19話「暴露」                         |
| 2014-2015 | エージェント・オブ・シールド Agents of S.H.I.E.L.D.    | 第1シーズン  | 第11話「魔法の国」                     |
| 2014-2015 | エージェント・オブ・シールド Agents of S.H.I.E.L.D.    | 第2シーズン  | 第16話「アフターライフ」               |
| 2015      | クレイジー刑事 BACKSTROM Backstrom                     | 第1シーズン  | 第10話「花園の秘密」                   |
| 2015      | クレイジー刑事 BACKSTROM Backstrom                     | 第1シーズン  | 第13話「無力な男」                     |
| 2015      | SCORPION/スコーピオン Scorpion                         | 第1シーズン  | 第20話「岐路」                         |
| 2015      | ナイトシフト 真夜中の救命医 The Night Shift            | 第2シーズン  | 第13話「離れ離れの夜」                 |
| 2017-     | 宇宙探査艦オーヴィル The Orville                       | 第1シーズン  | 第12話「狂気の偶像崇拝」               |
| 2017-     | 宇宙探査艦オーヴィル The Orville                       | 第2シーズン  | 第2話「原始の衝動」                    |
| 2017      | ミスター・メルセデス Mr. Mercedez                      | 第1シーズン  | 第9話「アイスクリームマン」            |
| 2019-2022 | This Is Us                                             | 第2シーズン  | 第15話「待合室」                       |
| 2019-2022 | This Is Us                                             | 第2シーズン  | 第17話「R & B]                         |
| 2019-2022 | This Is Us                                             | 第3シーズン  | 第11話 「大変な1週間：パート1」        |
| 2019-2022 | This Is Us                                             | 第3シーズン  | 第12話 「大変な1週間：パート2」        |
| 2019-2022 | This Is Us                                             | 第6シーズン  | 第6話「うちのかわいい島娘」            |

#### プロデューサー
| 年        | 日本語題 原題                          | クレジット     | 備考   |
| --------- | -------------------------------------- | -------------- | ------ |
| 2006-2009 | プリズン・ブレイク Prison Break        | 共同製作総指揮 | 計9話  |
| 2006-2009 | プリズン・ブレイク Prison Break        | 製作総指揮     | 計59話 |
| 2010      | ヒューマン・ターゲット Human Target    | 製作総指揮     | 計5話  |
| 2012      | ラスト★リゾート 孤高の戦艦 Last Resort | 製作総指揮     | 計5話  |
| 2015      | クレイジー刑事 BACKSTROM Backstrom     | 製作総指揮     | 計11話 |